# Leucania bifasciata
Leucania bifasciata là một loài bướm đêm trong họ Noctuidae.